# Jani Zhao
Pour les articles homonymes, voir Jani et Zhao.
Jani Zhao, née le 19 octobre 1992 à Leiria, est une actrice portugaise.

## Filmographie

### Cinéma
- 2014 : Nirvana: A Gangster Odyssey : Carocha
- 2016 : A Canção de Lisboa : Aluna
- 2017 : Peregrinação de João Botelho : Meng
- 2018 : Cabaret Maxime : Chung Li
- 2022 : Aquaman and the Lost Kingdom de James Wan : Stingray
- 2024 : Grand Tour de Miguel Gomes

### Télévision
- 2007 : Floribella (2 épisodes)
- 2008-2009 : Rebelde Way : Hoshi (212 épisodes)
- 2009-2010 : Sentimentos : Thai Huau (344 épisodes)
- 2010-2011 : Morangos com Açúcar : Sandra Chung (303 épisodes)
- 2012 : Dancin' Days : Yang (4 épisodes)
- 2014 : Jikulumessu : Lao Kim
- 2015-2016 : Coração d'Ouro : Marta (248 épisodes)
- 2016 : Os Boys : Sra. Zhang (6 épisodes)
- 2017 : Sim, Chef! : Tânia Campos (40 épisodes)
- 2017-2018 : Jogo Duplo : Susana Wuang (263 épisodes)
- 2019 : SUL : Alice (10 épisodes)

### Court-Métrage
- 2014 : Taprobana : Dinamene
- 2015 : O Retrato : la fille de la météo
- 2015 : Catleia : Joana
- 2016 : Kuru : Sofia
- 2018 : California : la mère